# Karl (Eifel)

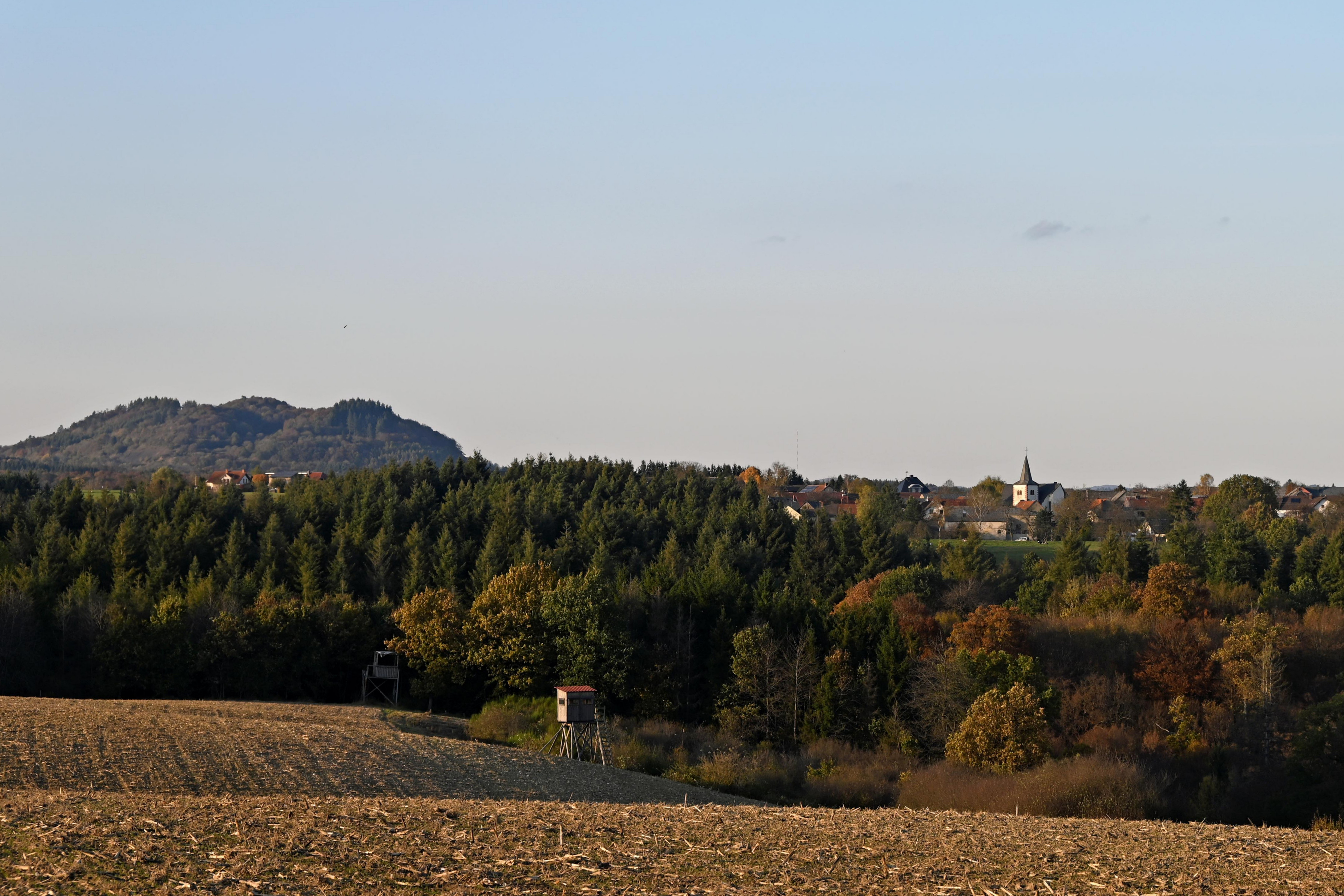
Karl (Eifel) von Süden, links der Hunnenkopf

Karl (in Eifeler Mundart: Koahl) ist eine Ortsgemeinde im Landkreis Bernkastel-Wittlich in Rheinland-Pfalz. Sie gehört der Verbandsgemeinde Wittlich-Land an.

## Geographie
Der Ort liegt in der Eifel. 61,8 Prozent der Gemarkungsfläche sind bewaldet. Etwa neun Kilometer nördlich befindet sich Manderscheid.

## Geschichte
Ab 1794 stand der Ort Karl unter französischer Herrschaft, 1815 wurde der Ort auf dem Wiener Kongress dem Königreich Preußen zugeordnet. Seit 1946 ist er Teil des damals neu gebildeten Landes Rheinland-Pfalz.

## Politik

### Bürgermeister
Josef Simon ist seit 2013 Ortsbürgermeister von Karl.
Er wurde 2024 vom Gemeinderat wiedergewählt.
Simons Vorgänger waren seit 2009 Martin Müller und seit 1993 Heinz Lukas.

### Wappen
Blasonierung: Gespalten von Silber und Gold durch eine eingebogene rote Spitze, darin ein silbernes, sechsspeichiges Rad; rechts ein durchgehendes rotes Kreuz, links ein roter Schrägrechtsbalken.
Die Genehmigung des Wappens erfolgte durch die Bezirksregierung Trier am 9. Juli 1985. Das Wappen wurde von Herrn Karl E. Becker aus Malberg entworfen und gestaltet.

## Kultur und Sehenswürdigkeiten
In der Mitte des Ortes steht ein schöner Bildstock. In der alten Kapelle findet sich ein Rokoko-Säulenaltar vom Ende des 17. Jahrhunderts.

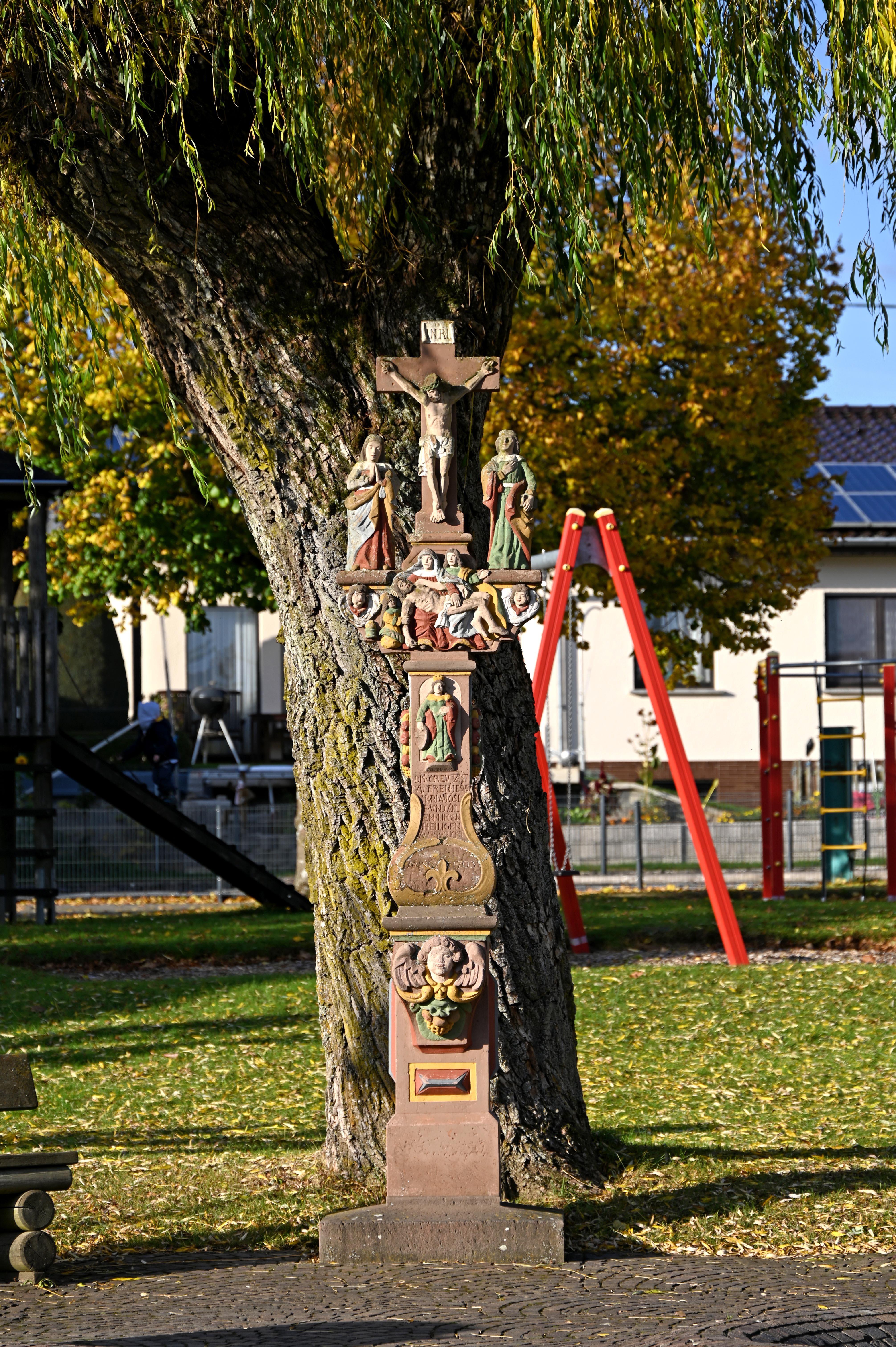
Bilderstock am Dorfplatz
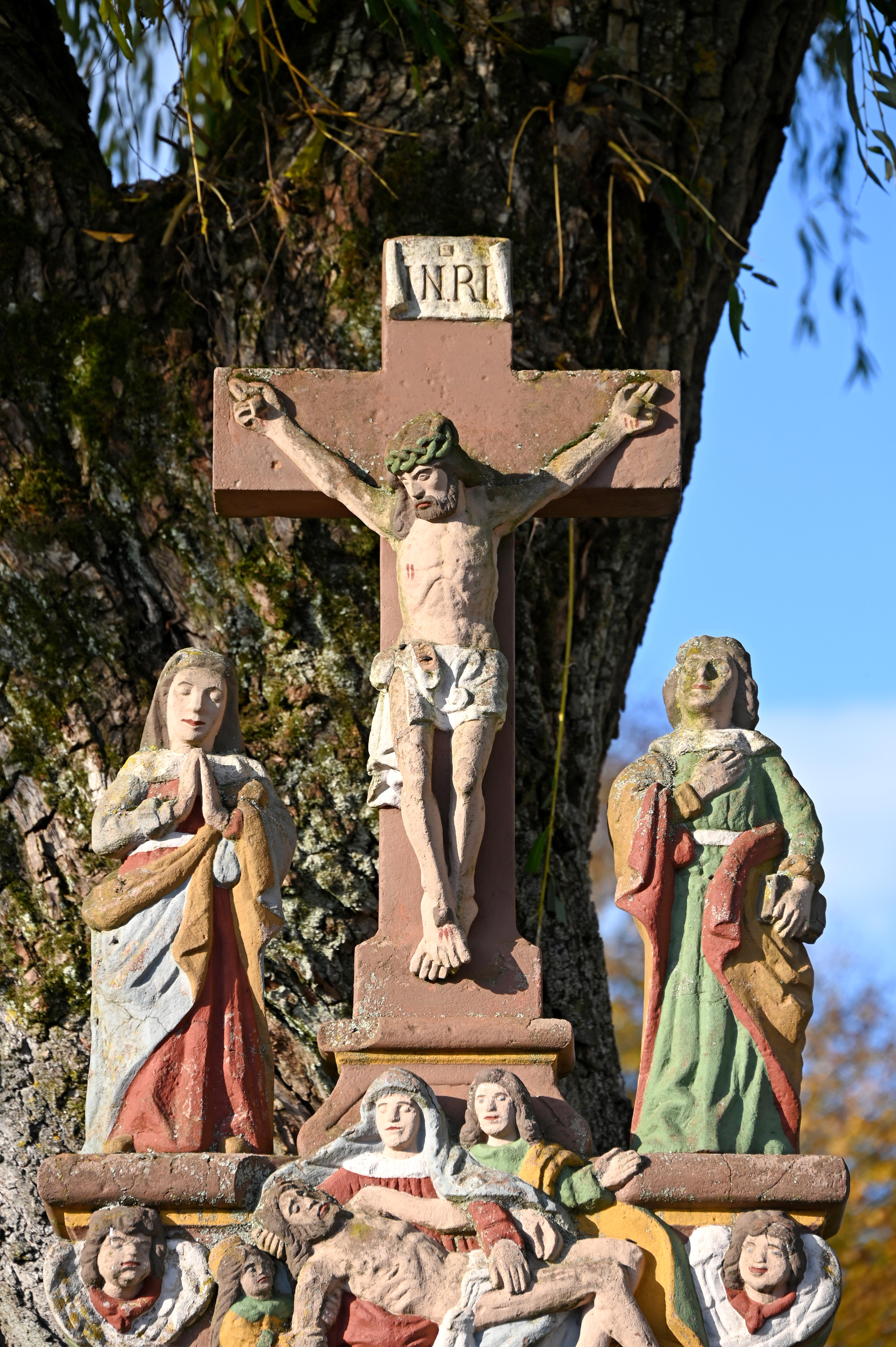
Bildstock, Detail
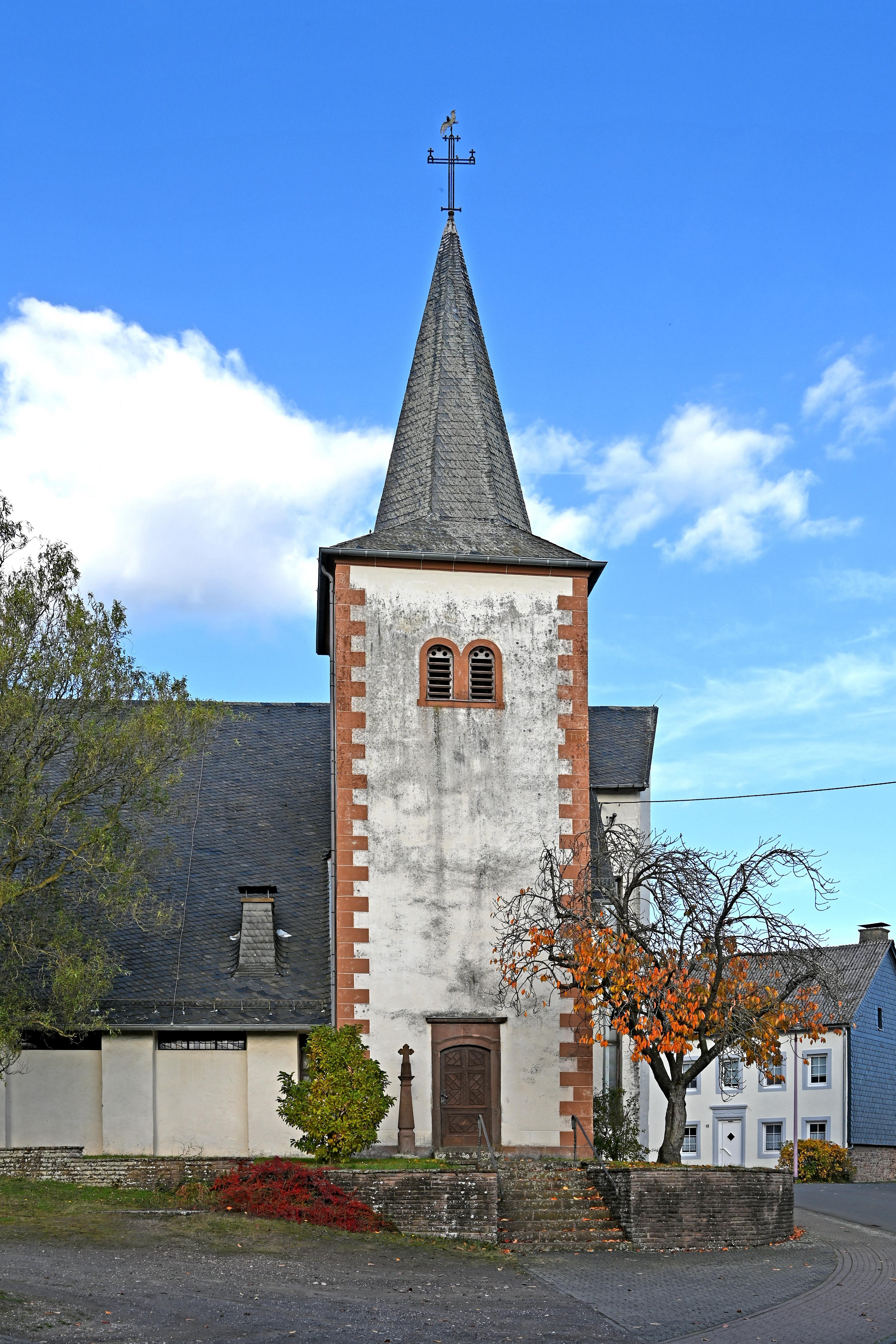
Spätgotischer Chorturm
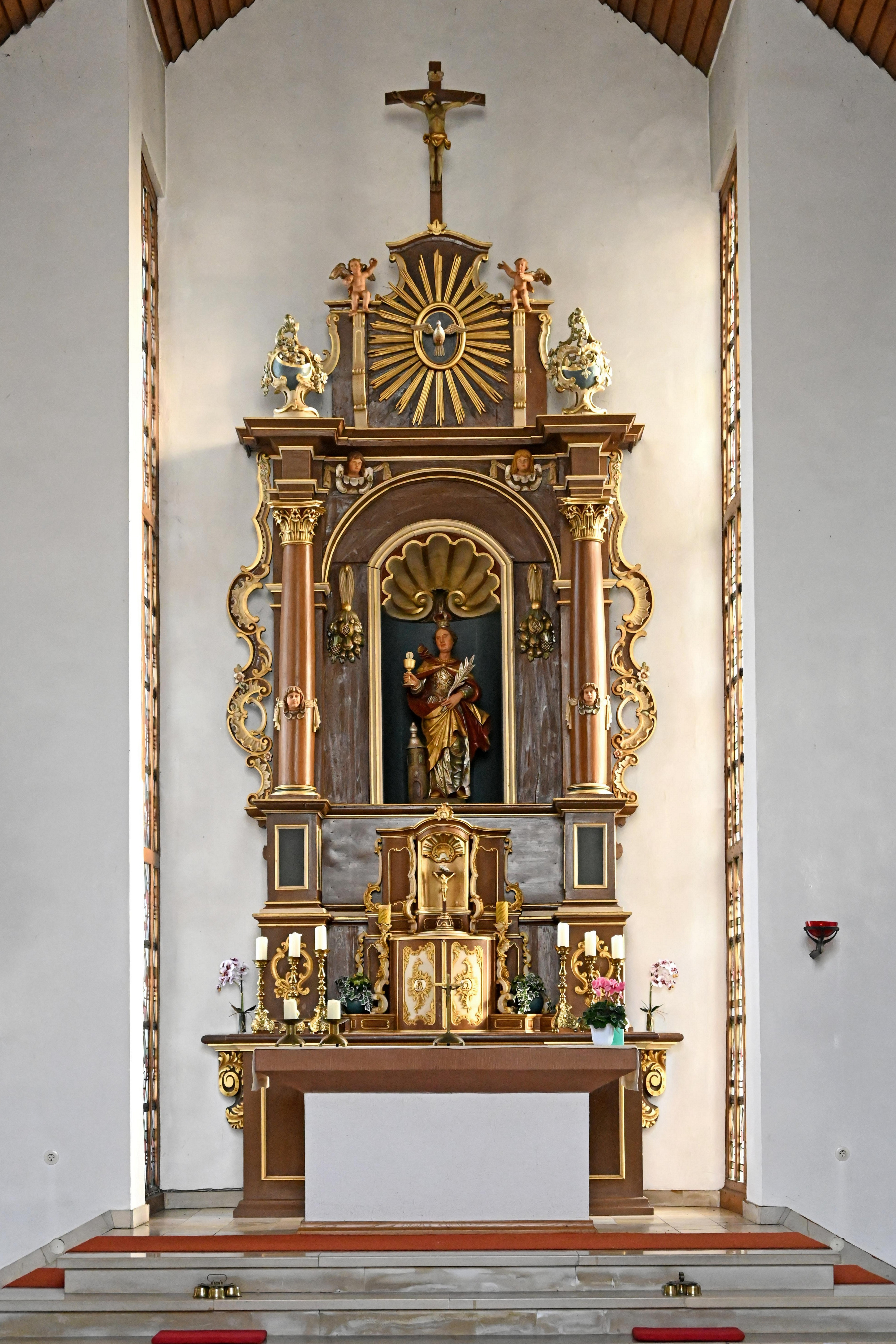
Rokokoaltar (17. Jh.)
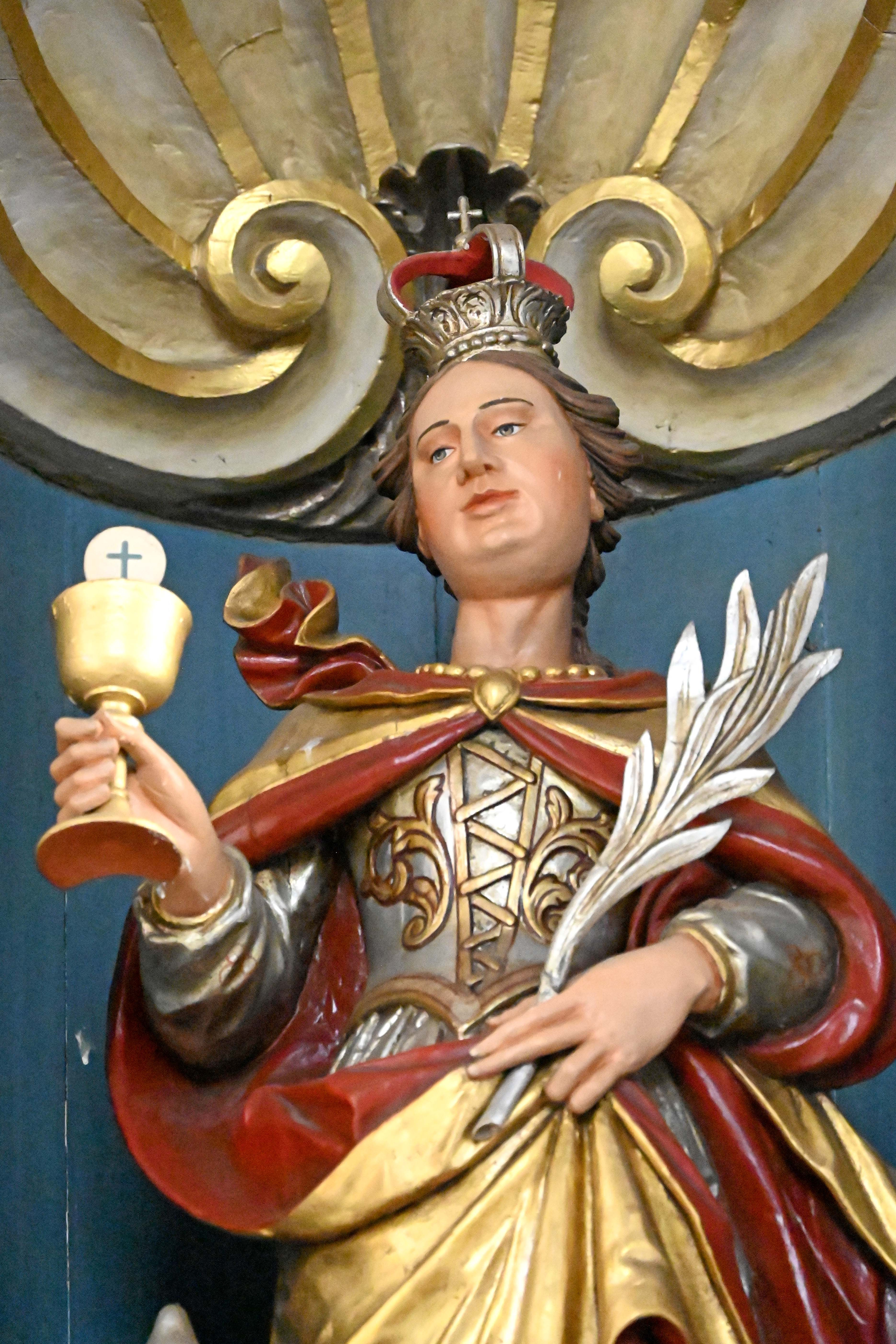
Statue St. Barbara

Jenseits der Lieser in Höhe der Karl-Kaufmann Brücke befinden sich auf halber Hanghöhe wenige Reste der ehemaligen Biederburg.
Siehe auch: Liste der Kulturdenkmäler in Karl

## Wirtschaft und Infrastruktur
Im Süden verläuft die Bundesautobahn 60, im Osten die Bundesautobahn 1.